# Communauté de communes de Bièvre Est
 (décembre 2012).
Si vous disposez d'ouvrages ou d'articles de référence ou si vous connaissez des sites web de qualité traitant du thème abordé ici, merci de compléter l'article en donnant les références utiles à sa vérifiabilité et en les liant à la section « Notes et références ».
La communauté de communes de Bièvre Est est une communauté de communes française, située dans le département de l'Isère et la région Auvergne-Rhône-Alpes.

## Description du territoire
La communauté de communes est située à la porte d’entrée de la région urbaine grenobloise d’une part et de la plaine de la Bièvre d’autre part.

### Infrastructures de transport
- Péage autoroutier (péage de Rives, situé à Colombe)
- Deux gares (Chabons et Le Grand-Lemps)
- Un aéroport de proximité (Saint-Étienne-de-Saint-Geoirs)

## Histoire
En 1993, les élus de 14 communes ont décidé de s’unir pour maîtriser puis concevoir le développement de leur territoire. Pour cela, ils ont créé la communauté de communes de Bièvre Est.

## Composition
La communauté de communes est composée des 14 communes suivantes :

| Nom                      | Code Insee | Gentilé     | Superficie (km2) | Population (dernière pop. légale) | Densité (hab./km2) |
| ------------------------ | ---------- | ----------- | ---------------- | --------------------------------- | ------------------ |
| Colombe (siège)          | 38118      | Colombins   | 13,23            | 1 803 (2022)                      | 136                |
| Apprieu                  | 38013      | Apprelans   | 15,09            | 3 602 (2022)                      | 239                |
| Beaucroissant            | 38030      | Manants     | 11,22            | 1 843 (2022)                      | 164                |
| Bévenais                 | 38042      | Bévenaitins | 14,08            | 1 042 (2022)                      | 74                 |
| Bizonnes                 | 38046      | Bizonnois   | 11,04            | 1 028 (2022)                      | 93                 |
| Burcin                   | 38063      | Burcinois   | 6,69             | 439 (2022)                        | 66                 |
| Châbons                  | 38065      | Chabonnais  | 18,14            | 2 152 (2022)                      | 119                |
| Eydoche                  | 38159      | Eydochois   | 5,58             | 541 (2022)                        | 97                 |
| Flachères                | 38167      | Flachérois  | 4,94             | 568 (2022)                        | 115                |
| Le Grand-Lemps           | 38182      | Lempsiquois | 12,9             | 3 093 (2022)                      | 240                |
| Izeaux                   | 38194      | Uzelots     | 15,54            | 2 138 (2022)                      | 138                |
| Oyeu                     | 38287      | Oyentins    | 13,69            | 1 092 (2022)                      | 80                 |
| Renage                   | 38332      | Renageois   | 5,06             | 3 361 (2022)                      | 664                |
| Saint-Didier-de-Bizonnes | 38380      | Sandiéraux  | 7,2              | 330 (2022)                        | 46                 |

## Démographie
| 1968   | 1975   | 1982   | 1990   | 1999   | 2006   | 2011   | 2016   |
| ------ | ------ | ------ | ------ | ------ | ------ | ------ | ------ |
| 12 741 | 13 535 | 14 511 | 16 676 | 17 419 | 19 813 | 21 167 | 22 031 |

## Compétences

### Compétences obligatoires

#### Aménagement de l'espace
C'est une démarche visant à renforcer la cohésion sociale et territoriale, en gommant les déséquilibres et en réduisant les inégalités. En quelques mots : offrir aux habitants un mode de vie conforme à leurs attentes et à leur budget et des services compétitifs.
C'est également un travail permanent à l'échelle d'un territoire plus vaste pour développer des modes de déplacement, d'habitat et d'urbanisation en adéquation avec le développement à l'échelle d'un bassin de vie.
Pour l'atteindre, la communauté de communes a adopté en 2010 son projet de territoire, fil conducteur de son développement.
Pour faire face au retrait de l’État, la communauté de communes a mis en place le 1er juillet pour le compte de ses communes un service d'instruction des autorisations d'urbanisme.
Ses communes ont également fait le choix en 2015 de lui confier la compétence Planification avec l'élaboration d'un Plan Local d'Urbanisme Intercommunal.
Elle participe également activement à différentes actions réalisées à une échelle supérieure au territoire.
- Le Contrat de Développement durable de Pays Rhône-Alpes (CDDPRA) ;
- Le Schéma de COhérence Territoriale (SCoT).

#### Développement économique
Plus de 750 entreprises (industries, commerçants, artisans) sont implantées sur le territoire de Bièvre Est.
Des entreprises de renommée nationale et internationale telles Arjo Wiggins (production et centre de recherche), Socamel, le groupe Experton (Armacentre, Revex, Clotex, Aciérie de Bonpertuis…), Platec (groupe Lafarge) ou encore Perrin et fils, mais également de nombreuses petites entreprises séduites par les capacités d'accueil et les services proposées sur le territoire :
- Aménagement de zones d'activités : répondre aux besoins actuels des acteurs économiques
- Entretien des zones d'activités : améliorer le quotidien des entreprises
- Animation : valoriser notre territoire et ses acteurs économiques à travers tous supports de communication
- Accompagnement : être une interface dans l'environnement institutionnel et économique
- Réseau : faciliter la mise en réseau des entreprises locales
- Promotion : favoriser la création d'emplois par l'implantation d'entreprises
- Réflexion : dessiner de nouvelles orientations économiques

En savoir plus : http://www.eco-isere.fr

### Compétences optionnelles

#### Le logement
Personnes âgées, couple monoparental, jeune couple, célibataire…, il est compliqué de trouver un logement locatif ou en accession à un prix convenable.
Pour tenter d'inverser cette tendance, la communauté de communes de Bièvre Est a adopté fin 2013 son second Programme Local de l'Habitat (PLH).
Le Programme Local de l'Habitat (PLH) est le document essentiel d'observation, de définition et de programmation des investissements et des actions en matière de politique du logement à l'échelle d'un territoire. Il vise à répondre aux besoins en logement et en hébergement et à favoriser le renouvellement urbain et la mixité sociale pour une durée de 6 ans.
L'objectif de production a été fixé à la réalisation de 139 logements d'ici 2020. Chaque commune dispose d'un objectif de logements.
Pour faciliter cette production, la collectivité apporte des aides financières aux bailleurs publics. Elle effectue également des garanties d'emprunt.
Obtenir un logement locatif public
Pour pouvoir bénéficier d'un logement locatif public, les habitants doivent remplir les conditions de plafonds de ressources et de séjour régulières sur le territoire. Les logements locatifs publics sont réservés à des personnes dont les ressources n'excèdent pas, pour l'ensemble des personnes vivant au foyer, des limites fixées au 1er janvier de chaque année.
Dans ce cadre, la communauté de communes de Bièvre Est est chargée de l'enregistrement et du suivi des demandes de logements locatifs publics. Au même titre que les communes, elle dispose également d'un contingent de logements. La commission sociale d'attribution intercommunale propose chaque mois des candidatures pour les attributions de logement. Finalement, ce sont les bailleurs sociaux qui décident. Des critères de priorité guident leurs choix. Ils s'appuient sur des dispositions réglementaires très strictes.
Accueil des gens du voyage
Pour respecter l'obligation légale fixée par la loi et accueillir, de la meilleure façon possible, les gens du voyage, la collectivité a créé et entretient trois aires d'accueil et une aire de grand passage.

#### Protection et la mise en valeur de l'environnement
Au-delà de la collecte hebdomadaire des poubelles, la communauté de communes entretient les déchèteries situées sur les communes de Beaucroissant, Apprieu et Chabons et met à la disposition des habitants près de soixante points de dépôt volontaire.

#### Petite enfance, enfance, jeunesse et famille
La communauté de communes est compétente pour ses communes membres sur toutes les questions relatives à la petite enfance, l'enfance, la jeunesse et la famille. 
Pour la petite enfance, le projet comprend principalement la diversification des modes de garde et la meilleure répartition de l'offre sur le territoire. À ce jour, la collectivité gère les Établissements d'Accueil du Jeune Enfant (EAJE) Bidibulles (Colombe), Pirouette (Le Grand-Lemps) et Les Lucioles (Renage). La collectivité déploie également sur l'ensemble du territoire un Relais Assistants Maternels. Le RAM est un lieu d'informations, d'échanges et de professionnalisation. Il s'adresse aux assistant(e)s maternel(le)s agréé(e)s, aux parents, aux enfants de 0 à 6 ans et aux employés de maison du territoire.
Pour l'enfance, la jeunesse et la politique de la famille, la collectivité développe tout au long de l'année un politique intercommunale d'accès pour tous par le biais des centres de loisirs et des centres socioculturels dont elle a la charge pour le compte de ses communes.

### Autres compétences

#### Culture
Pour améliorer l'offre culturelle sur le territoire, la communauté de communes a pris en 2007 la compétence "construction, entretien et fonctionnement d'équipements culturels". Après réhabilitation, l'ancienne distillerie du Grand-Lemps située aux abords du parc de la mairie accueille depuis décembre 2013 la médiathèque intercommunale La Fée Verte.
La collectivité facilite également la mise en réseau et soutien l'action des bénévoles des huit bibliothèques, médiathèques ou point lecture qui maillent le territoire (Apprieu, Beaucroissant, Bizonnes, Chabons, Eydoche, Izeaux, Le Grand-Lemps et Renage) sur de nombreuses thématiques : informatisation du réseau, mise en place d'un catalogue commun pour faire circuler les collections et répondre aux demandes des usagers, animations, politique de formation…
Enfin, elle apporte son soutien à différentes manifestations culturelles intéressant l’ensemble du territoire.

#### Assainissement non collectif
La loi sur l'eau impose aux collectivités locales compétentes de prendre en charge les opérations de contrôle des assainissements autonomes. Depuis 2006, le service public d'assainissement non collectif (Spanc) de la communauté de communes a confié la gestion de cette compétence à la Sdei. Cette dernière délivre un certificat de conformité pour tous les permis de construire. Pour les habitations existantes dont les usagers ne bénéficient pas du tout-à-l'égout, il n'y a pas d'obligation de se raccorder. En revanche, les propriétaires doivent se conformer aux nouvelles normes en vigueur.

#### Transport
La communauté de communes de Bièvre Est dispose de plusieurs compétences en matière de transport :
- Études relatives à la mise en place de la compétence "organisation des transports urbains"
- Aménagement, entretien et fonctionnement des parkings des gares SNCF/TER de Chabons et du Grand-Lemps
- Maîtrise d’ouvrage et financement des parkings de covoiturage dont celui de Bièvre Dauphine
- Conclusion avec le Département de conventions pour lesquelles le Département délègue à la communauté de communes, autorité organisatrice de second rang, l'organisation et la mise en œuvre de services de transport à la demande sur l'ensemble de son territoire et de services réguliers de transports sur une partie de son territoire pour le compte du Département. 
A ce jour, la ligne 10 entre Renage et Rives est mise en service grâce à un partenariat avec le Pays Voironnais.

## Sources
- Site officiel